# Gare de l'Ouest (métro de Bruxelles)
Cet article concerne la station de métro bruxelloise. Pour les autres significations, voir Gare de l'Ouest et Gare de Bruxelles-Ouest.
Gare de l'Ouest (en néerlandais : Weststation) est une station des lignes 1, 2, 5 et 6 du métro de Bruxelles située à Bruxelles, sur la commune de Molenbeek-Saint-Jean.

## Situation
La station se trouve à l'intersection de plusieurs axes : Chaussée de Ninove, rue Nicolas Doyen, rue Vandenpeereboom et avenue de Roovere.
Elle est située :
- Elle constitue le terminus occidental de la ligne 1, précédée par la station Beekkant ;
- Entre les stations Delacroix et Beekkant sur les lignes 2 et 6 ;
- Entre les stations Jacques Brel et Beekkant sur la ligne 5.

À l’instar des stations Arts-Loi et Beekkant, la station Gare de l'Ouest est une station de correspondance entre les lignes 1, 2, 5 et 6.

## Historique de la station
La station de métro est ouverte le 6 octobre 1982 sous la chaussée de Ninove ; deux ans après, en 1984, la gare de Bruxelles-Ouest qu'elle dessert est fermée au trafic voyageurs.
Le 2 avril 2009 est inaugurée la station de métro modernisée et agrandie (passage de 2 à 3 quais pour la station existante, et ouverture des niveaux –2 et –3 pour les lignes de métro 2 et 6), en présence du roi Albert II. Le 13 décembre 2009, la gare de Bruxelles-Ouest est remise en service.

## Service aux voyageurs

### Accès
La station compte trois accès outre ceux donnant accès à la gare :
- Accès no 1 : l'entrée principale, face à la gare de Bruxelles-Ouest ;
- Accès nos 5 et 6 : entrées secondaires, rue Verheyden au sud-ouest.

### Quais
Desservie par l'ensemble des lignes du réseau, la station présente une configuration à cinq voies et quatre quais sur trois niveaux :
- Niveau -1 : le niveau des lignes 1 et 5 avec un quai latéral servant de quai de descente (terminus ad quem) à la ligne 1 et pour la ligne 5 direction Érasme et un quai central dans l'autre sens, encadré à l'ouest par la voie de départ (terminus a quo) de la ligne 1 vers Stockel et à l'est par la voie de la ligne 5 venant d'Érasme vers Herrmann-Debroux :
- Niveaux -2 et -3 : voies des lignes 2 et 6, à chaque sens un niveau différent.

### Intermodalité
La station est en correspondance avec la gare de Bruxelles-Ouest desservie par la ligne S10 du RER bruxellois.
En outre elle est desservie par la ligne 82 du tramway de Bruxelles, la ligne 86 des autobus de Bruxelles et les lignes R29, 126, 127, 128 et 620 (la nuit) des bus De Lijn.

## À proximité
- la mosquée al Khalil, la plus grande mosquée de Bruxelles ;
- Le musée de Chine au Couvent des Missionnaires de Scheut. Il montre quelques aspects de la vie culturelle, artistique, folklorique et religieuse de la Chine ancienne et de la Mongolie[2].